# Rodeio

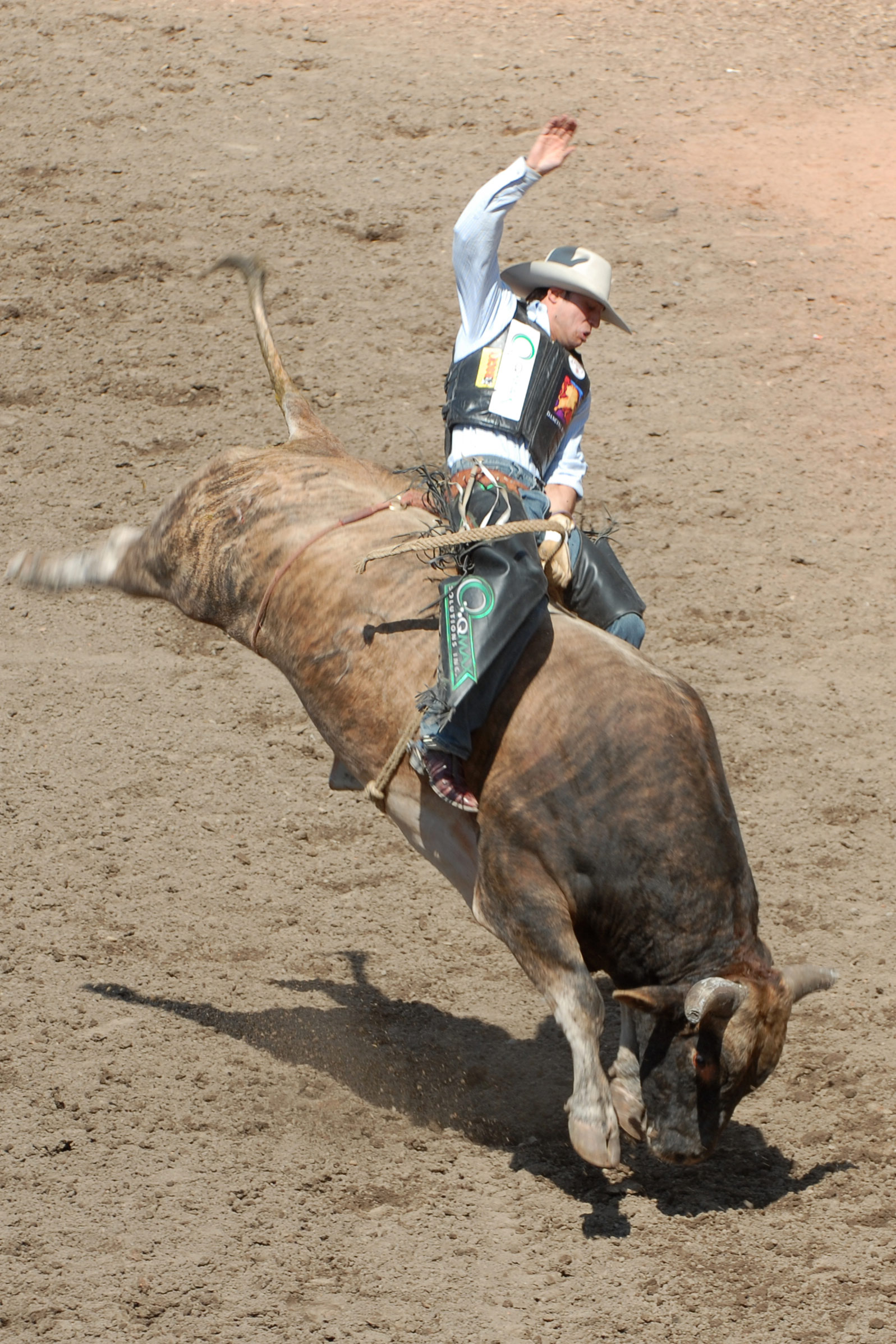
Um rodeio sobre touros em Calgary, Canadá.

O rodeio, também chamado de festa do peão no Brasil, é uma prática competitiva que consiste em permanecer por até oito segundos sobre um animal, normalmente um cavalo ou touro. A avaliação é feita por dois árbitros cuja nota é de 0 a 50 cada; um árbitro avalia o competidor e o outro avalia o animal, totalizando a pontuação de 0 a 100. O rodeio divide-se em algumas modalidades, tais como "touro, cutiano, bareback, bulldoging, três tambores, sela americana, laço de bezerro e laço em dupla".
A prática é bastante comum no Brasil, nos Estados Unidos, no México, no Canadá, na Austrália, na Nova Zelândia e em mais alguns países da América Latina. O rodeio também é alvo de críticas, sustentando que a prática desrespeita os direitos animais.

## História
Nos Estados Unidos do século XIX, após a vitória sobre o México, os colonos estadunidenses incorporaram à sua cultura alguns costumes de origem espanhola que eram praticados pelos mexicanos, como as festas e a doma de animais. Não há registros universalmente aceitos quanto ao local onde foi executado o primeiro rodeio dos Estados Unidos. Várias localidades disputam o posto de pioneira, tais como Prescott ou Payson, ambas no Arizona, ou Deer Trail no Colorado.

## Rodeio no Brasil
A maior festa de rodeio atualmente é a Festa do Peão de Barretos, que chega a reunir em torno de 900 mil pessoas e movimenta milhões de reais em diversos setores. A primeira edição foi realizada em 1956. Na edição de 2007, segundo organizadores do evento, a cantora brasileira Ivete Sangalo chegou a pedir 600 mil reais apenas de cachê, fora despesas extras. Mesmo com as inúmeras críticas que o evento recebe, diversos artistas patrocinam e se apresentam todos os anos não apenas em Barretos, mas também nas diversas festas que ocorrem em outras cidades do interior do Brasil, principalmente nas regiões Sudeste, Centro-Oeste e Sul do país. Nesta última existem os famosos "rodeios crioulos" , que segundo a Lei 11719/2002 se entende por "evento que envolve animais nas atividades de montaria, provas de laço, gineteadas, pealo, chasque, cura de terneiro, provas de rédeas e outras provas típicas da tradição gaúcha nas quais são avaliadas as habilidades do homem e o desempenho do animal". Nesta categoria, o maior evento da América Latina é o Rodeio Crioulo Internacional de Vacaria realizado em anos pares e por onde passam mais de 350 mil pessoas por edição, realizado na cidade de Vacaria.

### Legislação federal
No Brasil, o rodeio está regulamentado pelas leis federais 10.220/2001, que institui normas gerais relativas à atividade de peão de rodeio, equiparando-o a atleta profissional, e Lei 10.519/2002, que normatiza a realização dos eventos em que ocorrem rodeios, tornando obrigatória a presença de um médico veterinário e proibindo o uso de esporas pontiagudas, entre outros.
Para agilizar a fiscalização dos rodeios, a Confederação Nacional de Rodeio (CNAR) criou o Selo Verde, que é o Certificado Rodeio Legal – com slogan "Seu rodeio dentro da lei". O objetivo do selo é "garantir o bem estar animal", "impedindo todo tipo de injúrias, como também a promoção de ações de responsabilidade socioambientais junto ao evento, como reciclagem de todo resíduo sólido e apoio às entidades assistenciais da cidade, entre outras, e promovendo o retorno positivo aos Organizadores de Rodeios, Prefeituras e Patrocinadores."  No entanto, só existem três rodeios que receberam o Selo Verde em todo o Brasil: o de Indaiatuba, de Bragança Paulista e de Mogi Guaçu.
Tramitou, no legislativo brasileiro, o Projeto de Lei nº 2.086/2011, de autoria do deputado Ricardo Tripoli, que proibia a perseguição de animais em provas de rodeios. No entanto o projeto foi arquivado.
Em 17 de outubro de 2024, o presidente Luiz Inácio Lula da Silva, sancionou a Lei nº 15.008 que regulamenta o Rodeio Crioulo como atividade da cultura popular. Essa iniciativa foi proposta pelo deputado Giovani Cherini, através do PL nº 213/2015. 

### Legislações estaduais
Alguns estados possuem leis específicas, além das leis federais, para a realização dos rodeios e demais provas.
| Estado | Situação atual | Lei/Decreto | Notas                                          |
| ------ | -------------- | ----------- | ---------------------------------------------- |
| Ceará  | Regulamentado  |             | Regulamenta as provas de vaquejada desde 2013. |

### Legislações municipais
Apesar de ser legalizado em âmbito federal, diversos municípios vêm proibindo o rodeio. Abaixo segue uma lista com algumas cidades e a situação atual dos rodeios nelas.
| Cidade                 | Estado | Situação atual | Lei/Decreto                                                    | Notas                                                                  |
| ---------------------- | ------ | -------------- | -------------------------------------------------------------- | ---------------------------------------------------------------------- |
| Águas de São Pedro     | SP     |                | Decisão Judicial decreto estadual 40.400/95                    |                                                                        |
| Américo Brasiliense    | SP     |                | Decisão Judicial                                               |                                                                        |
| Andradas               | MG     |                | Decisão Judicial de 2002                                       |                                                                        |
| Araraquara             | SP     | Proibido       | Lei Municipal                                                  |                                                                        |
| Arealva                | SP     |                | Decisão Judicial                                               |                                                                        |
| Barra Bonita           | SP     |                | Decisão Judicial de 1998                                       |                                                                        |
| Bauru                  | SP     | Proibido       | Decisão Judicial                                               |                                                                        |
| Boa Esperança do Sul   | SP     |                | Decisão Judicial                                               |                                                                        |
| Cabreúva               | SP     |                | Decisão Judicial                                               |                                                                        |
| Campinas               | SP     |                | Lei Municipal de 2005                                          |                                                                        |
| Cravinhos              | SP     | Proibido       | Decisão Judicial                                               |                                                                        |
| Descalvado             | SP     |                | Lei do Tribunal de Justiça de 2009                             |                                                                        |
| Fortaleza              | CE     |                | Projeto de Lei Ordinária 220/2013                              | Proíbe execução e divulgação de rodeios e vaquejadas                   |
| Florianópolis          | SC     |                | Ação Civil de 2003 Decisão Judicial                            |                                                                        |
| Guarujá                | SP     |                | Decisão Judicial de 1997                                       |                                                                        |
| Guarulhos              | SP     | Proibido       | Lei Municipal de 2004. Estão tentando voltar                   |                                                                        |
| Itupeva                | SP     |                | Tribunal de Justiça (2004)                                     |                                                                        |
| João Pessoa            | PB     | Permitido      | Lei Municipal de 2005 revogada em 2006                         |                                                                        |
| Jundiaí                | SP     | Proibido       | Tribunal de Justiça (2004)                                     |                                                                        |
| Limeira                | SP     |                | Decisão Judicial - Liminar em 2006 Trânsito em Julgado em 2012 |                                                                        |
| Marília                | SP     |                | Ação Civil Pública de 2009                                     |                                                                        |
| Mogi das Cruzes        | SP     | Proibido       | Lei de 2005                                                    |                                                                        |
| Nova Friburgo          | RJ     |                | Lei Municipal 3.883/2010                                       |                                                                        |
| Osasco                 | SP     | Proibido       | Lei Municipal 3999/2006, artigo 41                             |                                                                        |
| Pouso Alegre           | MG     |                | Projeto de Lei Nº 7004/2013                                    | Houve duas audiências públicas sobre o assunto. Projeto em tramitação. |
| Ribeirão Bonito        | SP     | Proibido       | Decisão Judicial                                               |                                                                        |
| Ribeirão Preto         | SP     | Proibido       | Decisão Judicial                                               |                                                                        |
| Rincão                 | SP     |                | Decisão Judicial                                               |                                                                        |
| Rio de Janeiro         | RJ     | Proibido       | Lei Municipal 3879 de 2004                                     |                                                                        |
| Santa Lúcia            | SP     |                | Decisão Judicial                                               |                                                                        |
| São Bernardo do Campo  | SP     |                | Lei Municipal de 2007                                          |                                                                        |
| São Caetano do Sul     | SP     |                | Ação Civil 1998                                                |                                                                        |
| São João da Boa Vista  | SP     |                | Decisão Judicial 2011                                          |                                                                        |
| São João do Pau D'Alho | SP     |                | Decisão Judicial                                               |                                                                        |
| São José               | SC     |                | Ação Civil 2003 Decisão Judicial                               |                                                                        |
| São José dos Campos    | SP     |                | Ação Civil Pública 2004                                        |                                                                        |
| São Paulo              | SP     | Proibido       | Lei Municipal 11.359 de 1993                                   |                                                                        |
| Sorocaba               | SP     | Proibido       | Lei Municipal de 2009                                          |                                                                        |
| Taubaté                | SP     | Proibido       | Lei Municipal de 2009                                          |                                                                        |

## Críticas

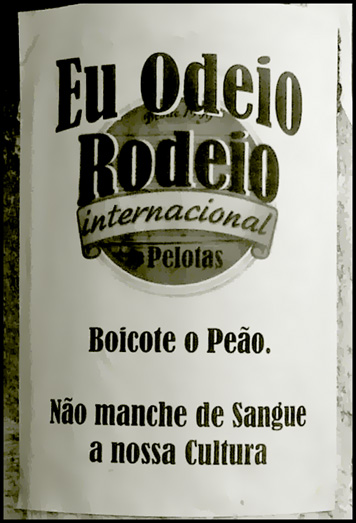
Cartaz criticando os rodeios, em Pelotas.

Esse tipo de atividade recreativa é muito criticado por ativistas dos direitos animais, uma vez que nos rodeios, são utilizados instrumentos que causa dor e estresse ao animal. A prova do laço foi proibida  em Barretos em 2006, atendendo à liminar da Ação Civil Pública movida contra o clube Os Independentes, que realiza a Festa do Peão de Barretos, e a Associação Nacional do Laço ao Bezerro. Ainda que os defensores do rodeio aleguem que é um fenômeno cultural presente não só no Brasil, mas também em países como Estados Unidos, no México, no Canadá na Austrália e Nova Zelândia, tal argumento não se sustenta, na visão dos ativistas, a medida em que os rodeios continuam em desacordo com o artigo 10º da Declaração Universal dos Direitos Animais, da UNESCO. O artigo em questão impede que animais sejam explorados para divertimento dos seres humanos, pois tais exibições e espetáculos que utilizem animais são incompatíveis com a dignidade do animal. 